# Akkaia sikkimensis
Akkaia sikkimensis är en insektsart. Akkaia sikkimensis ingår i släktet Akkaia och familjen långrörsbladlöss. Inga underarter finns listade i Catalogue of Life.